# Mario Pacheco
Mario Pacheco (* 6. November 1950 in Madrid; † 26. November 2010 ebenda) war ein spanischer Fotograf und Musikproduzent, der mit dem Label Nuevos Medios den Nuevo Flamenco und damit die Verschmelzung von Flamenco mit Blues, Jazz und afrikanischer Musik förderte.

## Leben und Wirken
Pacheos Vater und Großvater waren im Kinogeschäft tätig; seiner beruflichen Laufbahn begann er als Fotograf. Ende der 1960er Jahre reiste er nach Großbritannien, fotografierte 1970 Jimi Hendrix beim Isle of Wight Festival. Später zog er nach Formentera, wo er erste Aufnahmen von Künstlern wie Pau Ribas Jo, La Dona i el Gripau mit einem tragbaren Nagra-Tonbandgerät produzierte, die auf dem katalanischen Label Edigsa erschienen sind. Pacheo gründete dann mit seinem Geschäftspartner David Miró, einem Enkel von Joan Miró, 1982 das Label Nuevos Medios, dessen Logo Joan Miró gestaltete. Darauf erschien vor allem Musik der spanischen Nuevo Flamenco-Szene, die mit dem Aufbruch (Movida) in der spanischen Kulturszene nach Ende der Franco-Diktatur in Verbindung steht. Das Label vertrieb auch Musik der Label ECM, Hannibal, Cherry Red, Rough Trade und Factory Records. 1985 organisierte er die erste Spanien-Tournee der Band The Smiths.
Pacheco nahm auf seinem Label, das oft als Motown of flamenco bezeichnet wurde, als Produzent zunächst Künstler wie Ray Heredia, Aurora, La Barbería del Sur und Pata Negra (die Brüder Amador) auf, später Musiker des modernen Flamenco, wie Moraíto Chico und Diego Carrasco, ferner Fusion-Projekte von Ketama mit Toumani Diabaté und Danny Thompson oder von Gitarrist Pepe Habichuela mit den Bollywood Strings. Die Label-Sampler Los Jóvenes Flamencos machten die Musik von Ray Heredia, Jorge Pardo, Amargós y Benavent, La Barbería del Sur oder Ramon El Portugués einer breiten Öffentlichkeit bekannt. Auch vermittelte er den Kontakt zwischen Dave Holland und Pepe Habichuela, der zu deren gemeinsamen Album Hands (2010) führte.
Außerdem veröffentlichte Pacheco Musik der Rockbands Joy Division und New Order, The Smiths sowie Jazz von Keith Jarrett, Pat Metheny, Steve Reich, Bill Evans und Art Pepper, Latin Music von Bola de Nieve, Beny More, Golpes Bajos, Pata Negra oder Martirio.
Pacheco, der zuletzt Präsident der Unión Fonográfica Independiente (UFI) war, starb im November 2010 an Krebs.